# Schulzentrum Waller Ring
Das Schulzentrum Waller Ring, heute Oberschule am Waller Ring, in Bremen-Walle, Bremerhavener Straße 83 und Ecke Waller Ring, besteht seit 1913/14 und ist seit 2010 eine Oberschule in Bremen.
1984 wurde das Gebäude Schulzentrum Waller Ring unter Denkmalschutz gestellt.

## Geschichte
Im  zentralen Bremer Westen verdoppelte sich am Anfang des 20. Jahrhunderts die Einwohnerzahl. Neue Schulen wie die Freischule Elisabethstraße (1896), Volksschule am Steffensweg (1905), Schule an der Vegesacker Straße (1911), Volks- und Realschule am Waller Ring sowie Volksschule Helgolander Straße (1916) entstanden in kurzer Folge im zentralen Bereich von Walle.

### Gründung
Von 1912 bis 1913 wurde nach Plänen von Staatsbaurat Hugo Weber und Staatsbaumeister Hans Ohnesorge in der Hochbauinspektion Bremen (später Hochbauamt Bremen) eine Realschule am Waller Ring gebaut. Als Vorbild diente die Realschule in der Neustadt von 1909. Das verklinkerte Gebäude im Stil des Neoklassizismus hatte einen dreigeschossigen Haupttrakt und zwei Gebäudeflügel, die Walmdächer trugen. Über dem mittleren Hauptportal aus Sandstein befindet sich in einem segmentbogigen Giebel ein großes Bremer Wappen. Auf der Vorderseite des Dachreiters darüber sitzt eine Uhr. Der Bildhauer Ernst von Wachold gestaltete den ornamentalen plastischen Schmuck in den Brüstungsfeldern und an den Köpfen der Pfeilervorlagen des Mittelrisalits. Der Bildhauer Rudolf Gangloff schuf die Holzbildhauerarbeiten.
1914 begann der Schulbetrieb. Erster Schulleiter war der Oberlehrer Dr. Hermann Maas von der Oberrealschule in der Dechanatstraße in Bremen, der dann zum Professor ernannt wurde und bald darauf im Ersten Weltkrieg als Soldat diente. Professor Rabba war deshalb bis 1918 der vertretende Schulleiter in einer Schule, an der es kriegsbedingt an Pädagogen mangelte.

### Von 1918 bis 1945
1922 wurde aus der national gesinnten Realschule eine Deutsche Oberschule mit Abiturberechtigung. Der Übergang zum Nationalsozialismus vollzog sich problemlos. Direktor Maas, in der Weimarer Zeit bei der Deutschnationalen Volkspartei und der Freimaurerei, wurde 1937 pensioniert. Ihm folgte der vom nationalsozialistischen Bremer Senat berufene NS-Kulturpolitiker und zuvor im Kampfbund für deutsche Kultur aktive Oberregierungsrat Dr. Adolf Seidler. 1938 erhielt die Anstalt auf Weisung des Schulsenators den Namen des Horst-Wessel-Schule. Im Zweiten Weltkrieg fehlten wieder viele Lehrer und waren viele Schüler seit 1941/42 in der Kinderlandverschickung oder Flakhelfer bei der Luftwaffe. Im November 1943 wurden der Mitteltrakt und der zur Bremerhavener Str. gelegene Seitenflügel der Schule, in dem sich auch eine Zweigstelle der Volksbüchereien Bremen befand, schwer beschädigt.

### Nach 1945
1945 konnte der Unterricht in den nicht oder leicht zerstörten Gebäudeteilen wieder aufgenommen werden. Die Schülerzahl wuchs zunehmend. Auch Berufsschulklassen mussten vorübergehend aufgenommen werden. Schulleiter war bis zu seinem Tod (1946) wieder Maas, ihm folgte bis 1953 Dr. Walter Mittag. Viele nationalsozialistisch gesinnte Lehrer mussten entlassen werden; der Lehrermangel erschwerte weiterhin den Unterricht in den Nachkriegsjahren. In den 1950er Jahren kam es zum Wiederaufbau der zerstörten Gebäudeteile. Schulleiter war ab 1953 Dr. Heinrich Klüglein; nach seinem Ausscheiden 1965 übernahm Hans-Rudolf Mumme die Schulleitung.
1974 wurde die Oberstufe des Gymnasiums am Waller Ring in das 1927 bis 1929 errichtete Gebäude der ehemaligen Pädagogischen Hochschule Bremen, vormals Lyzeum des Westens, verlegt.
1976/77 wurde die Orientierungsstufe im Rahmen der Reformen im Bremer Schulwesen eingeführt und es entstand bis 1978 das Schulzentrum der Sekundarstufe I mit Orientierungsstufe, Haupt- und Realschule sowie Gymnasium. Die Schule erhielt 2007 einen modernen Anbau.
Nach  2010/11 war das Schulzentrum zwischenzeitlich in die Zweige Gymnasium und Sekundarschule unterteilt. Heute befindet sich in dem alten Backsteingebäude und in den darum gelegenen Neubauten eine Oberschule.

## Nutzung heute
Die Oberschule am Waller Ring ist eine Halbtagsschule+ mit bilingualem Profil. Mit seiner nach Jahrgängen strukturierten vierzügigen Sekundarstufe I bietet die Oberschule am Waller Ring mit der gymnasialen Oberstufe des Schulzentrums Walle ein durchgängiges Bildungsangebot, durch das alle allgemeinbildenden Schulabschlüsse erreicht werden können. Die ca. 600 Schülerinnen und Schüler haben unter bestimmten Voraussetzungen ab dem siebten Jahrgang die Möglichkeit bilinguale Bildungsangebote anzuwählen. Zur Vorbereitung können Schülerinnen und Schüler zusätzlich zum erweiterten Englischunterricht in den Jahrgängen fünf und sechs den English Club besuchen.
Im Wahlbereich können die Sprachen Latein und Französisch sowie Spanisch als dritte Fremdsprache angewählt werden.
Die Schule verfügt über einen MINT-Schwerpunkt. Regelmäßig nehmen Schülerinnen und Schüler der Oberschule am Waller Ring am Wettbewerb Jugend forscht  in der Kategorie Schüler experimentieren teil. Im kreativen Bereich sind die Schülerinnen und Schüler „On Stage“ in Theater- und Musikprojekten aktiv.
Auch zur Berufsorientierung werden von der Oberschule am Waller Ring zahlreiche Angebote gemacht.
Schulleiterin ist seit 2010 Renate Riebeling.